# مسجد ورزنه
مسجد ورزنه (مسجد جامع ورزنه) مربوط به سدهٔ ۶ و ۷ ه‍.ق است و در۱۰۵ کیلومتری جنوب شرقی شهرستان اصفهان در شهر تاریخی ورزنه واقع شده و این اثر در تاریخ ۲۰ دی ۱۳۵۵ با شمارهٔ ثبت ۱۳۱۱ به‌عنوان یکی از آثار ملی ایران به ثبت رسیده‌است.